# Knut Emil Lundmark
Knut Emil Lundmark (Älvsbyn, 14 giugno 1889 – Lund, 23 aprile 1958) è stato un astronomo svedese.

## Biografia
Compì i suoi studi superiori presso l'Università di Uppsala ricevendo la sua formazione in astronomia lavorando presso l'Osservatorio astronomico della stessa città. La sua tesi di dottorato, sostenuta nel 1920, descriveva le relazioni tra gli ammassi globulari e le nebulose a spirale e a seguito di tale lavoro fu nominato professore associato dell'Università di Uppsala. Negli anni '20 del XX secolo lavorò presso diversi osservatori statunitensi, principalmente al Lick Observatory e al Mount Wilson Observatory. Qui conobbe eminenti studiosi nel campo dell’astronomia delle nebulose. Tornato in Svezia nel 1929 fu nominato professore e direttore dell'Osservatorio di Lund che immediatamente trasformò in un centro per lo studio e la ricerca di nuove galassie e che cercò di migliorare facendo erigere anche una nuova stazione di osservazione (Station Javan), meno influenzata dall'inquinamento luminoso, a Romeleåsen circa 20 km a sud-est di Lund. Fu direttore dell'Osservatorio di Lund fino all'anno del suo pensionamento nel 1955.

## Contributi scientifici
Utilizzando le magnitudo di novae osservate nella galassia di Andromeda (allora denominata Grande Nebulosa di Andromeda) poté dedurne la distanza, stiamata in circa 650 000 anni luce, corrispondenti a circa un quarto di quella oggi accettata, ma ben al di là del diametro allora stimato della Via Lattea da Harlow Shapley, pari a 300 000 anni luce. Contribuì con le sue ricerche al dibattito scientifico sulle dimensioni e la costituzione dell'Universo degli anni venti del XIX secolo seguito alla discussione (Grande Dibattito) tra Harlow Shapley e Heber Curtis. Studiando gli spettri di luce emessi dalle galassie, ipotizzò che la distribuzione osservata potesse essere spiegata solo da grandi quantità di polvere interstellare contenute nelle galassie. 
Fu anche prolifico scrittore e divulgatore scientifico partecipando spesso a programmi radiofonici su argomenti astronomici e di storia della scienza.

## Riconoscimenti
A Knut Emil Lundmark la UAI ha intitolato il cratere lunare Lundmark e l'asteroide della fascia principale 1334 Lundmarka. In suo onore, insieme a Max Wolf e Philibert Jacques Melotte è intitolata la Galassia di Wolf-Lundmark-Melotte (WLM)
Nel 1938 gli fu assegnata la Medaglia Rittenhouse .